# ボイメン・ザ・ベスト
『ボイメン・ザ・ベスト』は、日本のボーイズグループ・BOYS AND MENのベスト・アルバム。2018年12月19日にユニバーサルミュージック、Virgin Musicからリリースされた。
2010年に結成されたBOYS AND MEN、通称「ボイメン」が9年目にリリースした、初のベスト・アルバムである。最初期のオリジナル楽曲「Chance for Change」やデビュー曲「バリバリ☆ヤンキーロード」などインディーズ時代の楽曲から、今作リリース時点での最新シングル「炎・天下奪取」までが収められる。リード曲「男気・夢・音頭」と自己紹介ソング「BOYS AND MEN 夜露四苦」の、2曲の新曲が含まれる。

## 背景とリリース
ミニ・アルバムを含めて通算7作目、ユニバーサルミュージックからは3作目のアルバムであり、4作目のオリジナル・アルバム『友ありて・・』から1年ぶりのアルバムリリースとなる。BOYS AND MENは2014年12月にリリースされた、活動初期に発表した楽曲を集めたミニ・アルバム『YANKEE ROAD the BEST』（Fortune Records）をベスト・アルバムとして発表していたが、ユニバーサルミュージックおよびBOYS AND MENの公式サイト上ではこの『ボイメン・ザ・ベスト』を「自身初のベストアルバム」と発表している。今作のライナーノーツにおいて、『YANKEE ROAD the BEST』は「セカンド・ミニ・アルバム」という扱いである。
BOYS AND MENは2018年2月に結成史上最大規模となるナゴヤドームでライブを開催すること、4月にその日程が2019年1月14日に決まったことを発表した。2018年は、5月に20thシングル『進化理論』、9月に21stシングル『炎・天下奪取』をリリース。また、6月から10月にかけて、派生ユニットのYanKee5と誠に分かれてライブをおこなう全国ツアー『BOYS AND MEN 全国仏恥義理ツアー 〜初心者上等！とにかくいっぺん来てみやぁー!!〜』を開催した。10月12日に公式サイトおよびプレスリリースを通じて今作のリリースを発表して、リリース日やリリース形態、ビジュアルイメージや収録内容といった情報を公開した。その中で、ナゴヤドーム公演を見据えた音頭調のリード曲「男気・夢・音頭」と、前山田健一が手掛けた自己紹介ソング「BOYS AND MEN 夜露四苦」の、2曲の新曲が作られたことも明らかにした。「男気・夢・音頭」は、日本テレビ系のワイドショー『スッキリ』の2019年1月度のエンディング・テーマに起用された。
BOYS AND MENはプロモーションにおいて、今作をナゴヤドーム公演に向けたアルバムであるとアピールして、公演の集客プロモーションを兼ねた活動を展開した。2019年1月14日、ナゴヤドーム公演『ボイメン名古屋夢まつり〜ツッパリ町おこしお兄さん最強烈伝〜』を開催。また、インディーズ時代の楽曲には今作に収録されなかったもの、配信リリースされていなかったものも多く、それらを集めた音楽配信『ボイメン・インディーズコレクション』を同日にリリースした。1月から3月の間、メンバーが出演したテレビドラマ『トクサツガガガ』（NHK）が放送されて、劇中で収録曲「なごやめしのうた」が用いられた。
BOYS AND MENがこのアルバムのリリースとナゴヤドーム公演に向けて動いていた2018年12月に、田中俊介が体調不良によってイベント出演を取りやめることが続いた。2019年のナゴヤドーム公演の後の田中のグループ活動は、今作のリリースイベントと映画『ジャンクション29』のプロモーション程度となり、3月に体調不良を理由にグループとしての活動を一部休業すると発表された。田中はその後グループの活動に復帰することなく、休業に至った要因が今作リリース時期から始まっていたことを明かして、11月にBOYS AND MENを脱退した。田中がグループの活動から離れた後にBOYS AND MENが出したシングル2作は田中不在の9人体制で制作・発表されており、このアルバムが田中が最後に参加した、10人体制としての最後のCD作品となった。

## 再録音、新曲
インディーズ時代の楽曲は再ミックスが施され、楽曲によっては新たにボーカルを録音したものもある。YanKee5の5人による歌唱であったデビュー曲「バリバリ☆ヤンキーロード」は、誠の5人が新たにボーカルを重ねた10人のバージョンとなった。クレジットに曲ごとの歌唱メンバーについての言及はないが、収録曲のオリジナルの多くに参加していた若菜太喜（2016年脱退）のソロパートはすべて別のメンバーに差し替わっている。

### 男気・夢・音頭
すべてのリリース形態で1曲目に収められる新曲「男気・夢・音頭」（おとこぎ・ゆめ・おんど）は、本作のリード曲である。アルバムリリース前週に放送された『バズリズム02』（日本テレビ）・『Uta-Tube』（NHK名古屋）に出演して、ライブ・パフォーマンスを披露した。
「男気・夢・音頭」はミュージックビデオが作られた。メンバーそれぞれが「男たるものは…」というテーマのもと、瓦割り、足ツボ、大食いなどに挑戦するシーンと、祭り音頭に合わせて法被と鉢巻きの姿で踊るシーンを織り交ぜた映像である。この曲は前述の『スッキリ』エンディングテーマのほかに、CBCラジオのパワープレイ「いっしょに歌お!CBCラジオ 12月のうた」に起用されている。

### BOYS AND MEN 夜露四苦
2曲目に収められた新曲「BOYS AND MEN 夜露四苦」（ボーイズ・アンド・メン よろしく）は、前山田健一（以下、ヒャダイン）の作詞作曲による、メンバー一人一人による「自己紹介ソング」である。「帆を上げろ!」の作曲でBOYS AND MENの楽曲制作に携わったヒャダインは、「炎・天下奪取」の制作中に会った小林豊に「みんな個性が強いから作るのが楽しい！みんなのことをより知って個性を活かしたいんだよね」と言ったといい、この曲について「ボイメン大好きなんで、ほぼ直訴みたいな感じで書いた」・「コールアンドレスポンスありきで作った曲」・「個人的には（歌の無い）勇翔パートが気に入ってます」といった説明をしている。ヒャダインが名古屋に赴いてメンバーとのミーティングを重ねて作られたといい、本田剛文は「僕らとしても非常に納得のいくというか、『実際そうでもないんだけどな』という箇所が一個もないのが気持ちいいですね」という感想を述べている。
BOYS AND MENはこれまで自己紹介ソングとして、ミュージカル『ホワイト☆タイツ』で使用した楽曲を改変した「Fight & Fire」（オリジナルは劇中人物の名乗りの歌）を用いてきた。しかし、「自己紹介の文言を昔自分で考えたやつだから、こうやってプロの作品があると、今となっては少々恥ずかしい」・「ちょっぴり音が薄くて、大きい会場だと耐えられなくてなかなか使いづらい」といった点から、この「BOYS AND MEN 夜露四苦」ができたことによって「Fight & Fire」を披露することは減っていくかもしれない、と述べている。田中俊介がナゴヤドーム公演を最後にライブ・パフォーマンスに参加しなくなったことにより、アルバムリリースから1か月足らずで音源通りのフルコーラスが披露されることはなくなった。

## リリース形態、構成
収録曲は全34曲。CDアルバムは形態によって内容、曲数が異なり、34曲すべてを収めた形態はない。CDは通常盤（BOYS AND MEN盤）・初回限定盤A（YanKee5盤）・初回限定盤B（誠盤）の3タイプと、レーベルのウェブストアを通じて販売される「UNIVERSAL MUSIC STORE限定盤」のBOYS AND MEN盤・YanKee5盤・誠盤の3タイプの、計6種類でリリースされた。音楽配信およびCD初回限定盤はオールタイム・ベストの構成、CD通常盤およびUNIVERSAL MUSIC STORE限定盤は、ユニバーサルミュージックと契約した2016年以降の楽曲を中心とした構成である。通常盤と初回限定盤には、BOYS AND MENの活動歴を年表にしたライナーノーツ「BOYS AND MEN HISTORY」が含まれる。
| 形態 | 品番                        | 組み枚数         | CD収録曲数          | その形態のみに収録される曲                                                 |
| --- | --------------------------- | ---------------- | ------------------- | -------------------------------------------------------------------------- |
| 通常盤 (BOYS AND MEN盤)                                                                                               | UICV-1104                   | CD: 1枚          | 18曲                | 「Power Of Dream」 「なごやめしのうた」                                    |
| 初回限定盤A (YanKee5盤)                                                                                               | UICV-9296                   | CD: 2枚 DVD: 1枚 | 28曲 （16曲／12曲） | 「ヤンファイソーレ」 「幸せの種」 「変わらないStory」 「シャウッティーナ」 |
| 初回限定盤B (誠盤) | UICV-9297                   | CD: 2枚 DVD: 1枚 | 28曲 （16曲／12曲） | 「READY×READY!」 「Lovely Monster」 「DESEO」 「夢のカタチ」               |
| UNIVERSAL MUSIC STORE限定盤 (BOYS AND MEN盤)UNIVERSAL MUSIC STORE限定盤 (YanKee5盤)UNIVERSAL MUSIC STORE限定盤 (誠盤) | D2CE-2961D2CE-2962D2CE-2963 | CD: 1枚          | 16曲                | －                                                                         |

すべての形態に収められている16曲は新曲2曲を除いて、15thシングル「BOYMEN NINJA」（2016年）以降のシングル表題曲やカップリング、アルバム収録曲などメジャーから発表された楽曲であり、UNIVERSAL MUSIC STORE限定盤はその16曲で構成される。キングレコードからリリースされた16thシングル「Wanna be!」とアルバム『Cheer up!』収録曲「花道ゴージャス」も収められる。「進化理論」、「炎・天下奪取」とそのカップリング「あなたに出逢えたこと」の3曲がアルバム初収録となる。派生ユニットの楽曲は、YanKee5の「花道ゴージャス」と誠の「DOGI MAGI」が収録された。
通常盤はその16曲に、インディーズ時代の楽曲「なごやめしのうた」（6thシングルカップリング）と、弟分グループのBOYS AND MEN研究生、妹分グループのBELLY BUTTON・あいち☆乙女組、および所属事務所の社長でBOYS AND MENのプロデューサーである谷口誠治が参加した企画ユニット「フォーチュンオールスターズ」の名義でリリースされたシングル「Power Of Dream」のBOYS AND MENによるバージョンの2曲を追加した全18曲で構成される。この2曲はアルバム初収録となる。
初回限定盤は、「YanKee5盤」とも称する初回限定盤Aと、「誠盤」とも称する初回限定盤Bの、アートワークや収録曲、付属DVDの内容などをそれぞれの派生ユニットに寄せた2つのタイプがある。それぞれにUNIVERSAL MUSIC STORE限定盤と同じ内容の盤を〈CD1〉として、AとBで共通するトラック8曲に各ユニットの楽曲4曲ずつを加えた各12曲入りの盤を〈CD2〉とする2枚組である。〈CD2〉には最初期のオリジナル楽曲「Chance for Change」やデビュー曲「バリバリ☆ヤンキーロード」をはじめ、アルバム『ヤンキー★ロード』・『YANKEE ROAD the BEST』収録曲など、インディーズ時代の楽曲が多く収録されている。6thシングル「チョコレートプリンス」、7thシングル「シャウッティーナ/Lovely Monster」、8thシングル「常夏オーライ!!!」、マーベラスからリリースされたメジャー・デビュー・シングル「ARC of Smile!」のフルコーラス、「BOYMEN NINJA」のカップリング「DESEO」、これらがアルバム初収録となる。初回限定盤にはDVDが付属しており、それにミュージック・ビデオやメイキング映像、2017年1月に開催された日本武道館公演のライブ映像、2018年に開催された『BOYS AND MEN 全国仏恥義理ツアー』のライブ映像（AはYanKee5のライブ、Bは誠のライブ）を収録している。

## アートワーク
ジャケットは、「BOYS AND MENの魅力が箱に収まりきらず飛びだしてくる」というメッセージが込められている。グループの象徴である学ラン姿のほかに、メンバーが過去の衣装で着たいものを選び、そこからメンバー間で被らないようにスタッフが選択したものを着用した。学ラン以外の衣装は以下の通り。
- 水野勝 - 日本武道館公演で使用した白学ラン衣装[25]。
- 田中俊介 - 2015年に開催したクリスマスイベントで使用した衣装[22][26]。
- 田村侑久 - 「ニッシンゲッポー」（本作未収録）の衣装[22]。
- 辻本達規 - テレビ番組および楽曲「ボイメン体操」（本作未収録）の体操コスチューム[24]。
- 小林豊 - 日本武道館公演で使用した王子様風衣装[24][25]。
- 本田剛文 - 「ロマンス」（「Power Of Dream」カップリング、本作未収録）でビジュアル系バンド「OSAMU」に扮した際の衣装[27]。
- 勇翔 - 収録曲「シャウッティーナ」の衣装[24]。
- 平松賢人 - テレビ番組『忍者ボイメンくん』および収録曲「BOYMEN NINJA」の忍者コスチューム[22]。
- 土田拓海 - 小林と同じ王子様風衣装[24]。
- 吉原雅斗 - 収録曲「DESEO」の衣装[24]。

## チャート成績
リリース初週の集計にあたる2018年12月31日付けの週間チャートで、オリコンアルバムランキング、およびビルボード・ジャパンのTop Albums SalesとHot Albumsにおいて、すべて星野源の『POP VIRUS』に次ぐ2位にランクインした。2019年度の年間チャートにおいては、オリコンが64位、Top Albums Salesが56位、Hot Albumsが92位、という成績であった。

## 収録トラック

### 配信
| #         | タイトル                                        | 作詞                          | 作曲                             | 編曲                 | 時間   |
| --------- | ----------------------------------------------- | ----------------------------- | -------------------------------- | -------------------- | ------ |
| 1.        | 「男気・夢・音頭」                              | 岡嶋かな多, Hayato Yamamoto   | 岡嶋かな多, MEG, Hayato Yamamoto | MEG, Hayato Yamamoto | 5:00   |
| 2.        | 「BOYS AND MEN 夜露四苦」                       | 前山田健一                    | 前山田健一                       | サイトウヨシヒロ     | 5:15   |
| 3.        | 「進化理論」                                    | 藤林聖子                      | Coffee Creamers                  | Soma Genda           | 3:38   |
| 4.        | 「YAMATO☆Dancing」                              | タイラヨオ                    | 藤末樹                           | 藤末樹               | 3:54   |
| 5.        | 「GO!! 世侍塾 GO!!」                            | 綾小路翔                      | 星グランマニエ                   | 渡辺亮希             | 4:04   |
| 6.        | 「Wanna be!」                                   | YUMIKO                        | 後藤康二                         | 後藤康二             | 3:29   |
| 7.        | 「BOYMEN NINJA」                                | YUMIKO, 福井元気              | 福井元気                         | 大石憲一郎           | 3:48   |
| 8.        | 「あなたに出逢えたこと」                        | ナオト・インティライミ        | ナオト・インティライミ           | REO, SHIKATA         | 4:04   |
| 9.        | 「友ありて・・」                                | 阿久悠                        | 都倉俊一                         | 渡辺亮希             | 4:35   |
| 10.       | 「帆を上げろ!」                                 | いしわたり淳治                | 前山田健一                       | サイトウヨシヒロ     | 4:25   |
| 11.       | 「まえのめりMinority」                          | YUMIKO                        | 草野将史                         | 草野将史             | 3:50   |
| 12.       | 「花道ゴージャス」(YanKee5)                     | YUMIKO, 上間エイ              | 綿貫正顕, 松田純一               | 浦田尚克             | 4:03   |
| 13.       | 「DOGI MAGI」(誠)                               | 岡嶋かな多, Soma Genda        | 岡嶋かな多, Soma Genda           | Soma Genda           | 3:45   |
| 14.       | 「ガンバレFor My Girl」                         | 佐藤舞花                      | 持田裕輔                         | Soma Genda           | 5:11   |
| 15.       | 「One For All, All For One 〜夢は叶えるもの〜」 | BOYS AND MEN, YUMIKO (補作詞) | 白戸佑輔                         | 白戸佑輔             | 4:38   |
| 16.       | 「Power Of Dream」                              | YUMIKO                        | 後藤康二                         | 後藤康二             | 5:17   |
| 17.       | 「なごやめしのうた」                            | YUMIKO                        | 福井元気                         | 原田アツシ           | 3:49   |
| 18.       | 「炎・天下奪取」                                | 前山田健一                    | 前山田健一                       | 三好啓太             | 4:41   |
| 19.       | 「バリバリ☆ヤンキーロード」                     | YUMIKO                        | 野中勇希                         | 野中勇希             | 2:54   |
| 20.       | 「常夏オーライ!!!」                             | YUMIKO                        | 後藤康二                         | 後藤康二             | 3:18   |
| 21.       | 「Voyager」                                     | YUMIKO, 上間エイ              | 小内喜文                         | 小内喜文             | 4:48   |
| 22.       | 「ARC of Smile!」                               | YUMIKO                        | mu-ray                           | Meis Clauson         | 3:50   |
| 23.       | 「Winter JOY」                                  | YUMIKO                        | 後藤康二                         | 後藤康二             | 4:44   |
| 24.       | 「チョコレートプリンス」                        | YUMIKO                        | 渡辺亮希                         | YOW-ROW, 野村真生    | 5:04   |
| 25.       | 「幸せの種」(YanKee5)                           | YUMIKO                        | 原田アツシ                       | 原田アツシ           | 5:23   |
| 26.       | 「変わらないStory」(YanKee5)                    | YUMIKO                        | 原田アツシ                       | 原田アツシ           | 4:08   |
| 27.       | 「シャウッティーナ」(YanKee5)                   | YUMIKO, 上間エイ              | 福井元気                         | 浦田尚克             | 4:06   |
| 28.       | 「ヤンファイソーレ」(YanKee5)                   | YUMIKO, 上間エイ              | 福井元気                         | 浦田尚克             | 3:28   |
| 29.       | 「READY×READY!」(誠)                            | YUMIKO                        | 小内喜文                         | DY-T                 | 3:46   |
| 30.       | 「Lovely Monster」(誠)                          | YUMIKO, 上間エイ              | mu-ray                           | 野村真生             | 3:19   |
| 31.       | 「DESEO」(誠)                                   | YUMIKO                        | Hiya & Katsuma                   | 高橋諒               | 4:22   |
| 32.       | 「夢のカタチ」(誠)                              | YUMIKO                        | 原田アツシ                       | 野村真生             | 4:02   |
| 33.       | 「We never give up -もう一度-」                 | YUMIKO                        | 野中勇希                         | 藤末樹               | 4:37   |
| 34.       | 「Chance for Change」                           | YUMIKO                        | YUMIKO                           | DY-T, 須藤祐         | 4:57   |
| 合計時間: | 合計時間:                                       | 合計時間:                     | 合計時間:                        | 合計時間:            | 144:12 |

### CD
通常盤（BOYS AND MEN盤）
| #         | タイトル                                        | 作詞  | 作曲・編曲 | 時間 |
| --------- | ----------------------------------------------- | ----- | ---------- | ---- |
| 1.        | 「男気・夢・音頭」                              |       |            | 5:00 |
| 2.        | 「BOYS AND MEN 夜露四苦」                       |       |            | 5:14 |
| 3.        | 「進化理論」                                    |       |            | 3:37 |
| 4.        | 「YAMATO☆Dancing」                              |       |            | 3:53 |
| 5.        | 「GO!! 世侍塾 GO!!」                            |       |            | 4:03 |
| 6.        | 「Wanna be!」                                   |       |            | 3:29 |
| 7.        | 「BOYMEN NINJA」                                |       |            | 3:47 |
| 8.        | 「あなたに出逢えたこと」                        |       |            | 4:03 |
| 9.        | 「友ありて・・」                                |       |            | 4:34 |
| 10.       | 「帆を上げろ!」                                 |       |            | 4:25 |
| 11.       | 「まえのめりMinority」                          |       |            | 3:50 |
| 12.       | 「花道ゴージャス」                              |       |            | 4:03 |
| 13.       | 「DOGI MAGI」                                   |       |            | 3:45 |
| 14.       | 「ガンバレFor My Girl」                         |       |            | 5:11 |
| 15.       | 「One For All, All For One 〜夢は叶えるもの〜」 |       |            | 4:38 |
| 16.       | 「Power Of Dream」                              |       |            | 5:16 |
| 17.       | 「なごやめしのうた」                            |       |            | 3:49 |
| 18.       | 「炎・天下奪取」                                |       |            | 4:41 |
| 合計時間: | 合計時間:                                       | 77:26 |            |      |

初回限定盤A（YanKee5盤）
| #   | タイトル                                        | 作詞 | 作曲・編曲 |
| --- | ----------------------------------------------- | ---- | ---------- |
| 1.  | 「男気・夢・音頭」                              |      |            |
| 2.  | 「BOYS AND MEN 夜露四苦」                       |      |            |
| 3.  | 「進化理論」                                    |      |            |
| 4.  | 「YAMATO☆Dancing」                              |      |            |
| 5.  | 「GO!! 世侍塾 GO!!」                            |      |            |
| 6.  | 「Wanna be!」                                   |      |            |
| 7.  | 「BOYMEN NINJA」                                |      |            |
| 8.  | 「あなたに出逢えたこと」                        |      |            |
| 9.  | 「友ありて・・」                                |      |            |
| 10. | 「帆を上げろ!」                                 |      |            |
| 11. | 「まえのめりMinority」                          |      |            |
| 12. | 「花道ゴージャス」                              |      |            |
| 13. | 「DOGI MAGI」                                   |      |            |
| 14. | 「ガンバレFor My Girl」                         |      |            |
| 15. | 「One For All, All For One 〜夢は叶えるもの〜」 |      |            |
| 16. | 「炎・天下奪取」                                |      |            |

| #   | タイトル                        | 作詞 | 作曲・編曲 |
| --- | ------------------------------- | ---- | ---------- |
| 1.  | 「バリバリ☆ヤンキーロード」     |      |            |
| 2.  | 「ヤンファイソーレ」(YanKee5)   |      |            |
| 3.  | 「常夏オーライ!!!」             |      |            |
| 4.  | 「Voyager」                     |      |            |
| 5.  | 「幸せの種」(YanKee5)           |      |            |
| 6.  | 「変わらないStory」(YanKee5)    |      |            |
| 7.  | 「Winter JOY」                  |      |            |
| 8.  | 「チョコレートプリンス」        |      |            |
| 9.  | 「ARC of Smile!」               |      |            |
| 10. | 「シャウッティーナ」(YanKee5)   |      |            |
| 11. | 「We never give up -もう一度-」 |      |            |
| 12. | 「Chance for Change」           |      |            |

| #   | タイトル | 作詞 | 作曲・編曲 |
| --- | --- | ---- | ---------- |
| 1.  | 「男気・夢・音頭」(Music Video)                                                                                |      |            |
| 2.  | 「炎・天下奪取」(Music Video)                                                                                  |      |            |
| 3.  | 「進化理論」(Music Video)                                                                                      |      |            |
| 4.  | 「友ありて・・」(Music Video)                                                                                  |      |            |
| 5.  | 「UFO」(Music Video)                                                                                           |      |            |
| 6.  | 「帆を上げろ!」(Music Video)                                                                                   |      |            |
| 7.  | 「ヤングマン〜B.M.C.A.〜」(Music Video)                                                                        |      |            |
| 8.  | 「GO!! 世侍塾 GO!!」(Music Video)                                                                              |      |            |
| 9.  | 「YAMATO☆Dancing」(Music Video)                                                                                |      |            |
| 10. | 「『ボイメン・ザ・ベスト』 -Making of Jacket Photos-」                                                         |      |            |
| 11. | 「男気・夢・音頭 -Making of Music Video-」                                                                     |      |            |
| 12. | 「男は歌舞いて花となれ」(BOYS AND MEN LIVE 2017 in 武道館 〜One for All, All for One〜)                        |      |            |
| 13. | 「Fight & Fire」(BOYS AND MEN LIVE 2017 in 武道館 〜One for All, All for One〜)                                |      |            |
| 14. | 「チョコレートプリンス」(BOYS AND MEN LIVE 2017 in 武道館 〜One for All, All for One〜)                        |      |            |
| 15. | 「BOYMEN NINJA」(BOYS AND MEN LIVE 2017 in 武道館 〜One for All, All for One〜)                                |      |            |
| 16. | 「One For All, All For One 〜夢は叶えるもの〜」(BOYS AND MEN LIVE 2017 in 武道館 〜One for All, All for One〜) |      |            |
| 17. | 「YAMATO☆Dancing」(BOYS AND MEN LIVE 2017 in 武道館 〜One for All, All for One〜)                              |      |            |
| 18. | 「バリバリ☆ヤンキーロード」(BOYS AND MEN LIVE 全国仏恥義理ツアー YanKee5編 @Zepp Nagoya (2018.10.17))          |      |            |
| 19. | 「ヤンファイソーレ」(BOYS AND MEN LIVE 全国仏恥義理ツアー YanKee5編 @Zepp Nagoya (2018.10.17))                 |      |            |
| 20. | 「変わらないStory」(BOYS AND MEN LIVE 全国仏恥義理ツアー YanKee5編 @Zepp Nagoya (2018.10.17))                  |      |            |
| 21. | 「花道ゴージャス」(BOYS AND MEN LIVE 全国仏恥義理ツアー YanKee5編 @Zepp Nagoya (2018.10.17))                   |      |            |
| 22. | 「炎・天下奪取」(BOYS AND MEN LIVE 全国仏恥義理ツアー YanKee5編 @Zepp Nagoya (2018.10.17))                     |      |            |

初回限定盤B（誠盤）
| #   | タイトル                                        | 作詞 | 作曲・編曲 |
| --- | ----------------------------------------------- | ---- | ---------- |
| 1.  | 「男気・夢・音頭」                              |      |            |
| 2.  | 「BOYS AND MEN 夜露四苦」                       |      |            |
| 3.  | 「進化理論」                                    |      |            |
| 4.  | 「YAMATO☆Dancing」                              |      |            |
| 5.  | 「GO!! 世侍塾 GO!!」                            |      |            |
| 6.  | 「Wanna be!」                                   |      |            |
| 7.  | 「BOYMEN NINJA」                                |      |            |
| 8.  | 「あなたに出逢えたこと」                        |      |            |
| 9.  | 「友ありて・・」                                |      |            |
| 10. | 「帆を上げろ!」                                 |      |            |
| 11. | 「まえのめりMinority」                          |      |            |
| 12. | 「花道ゴージャス」                              |      |            |
| 13. | 「DOGI MAGI」                                   |      |            |
| 14. | 「ガンバレFor My Girl」                         |      |            |
| 15. | 「One For All, All For One 〜夢は叶えるもの〜」 |      |            |
| 16. | 「炎・天下奪取」                                |      |            |

| #   | タイトル                        | 作詞 | 作曲・編曲 |
| --- | ------------------------------- | ---- | ---------- |
| 1.  | 「READY×READY!」(誠)            |      |            |
| 2.  | 「常夏オーライ!!!」             |      |            |
| 3.  | 「Lovely Monster」(誠)          |      |            |
| 4.  | 「ARC of Smile!」               |      |            |
| 5.  | 「DESEO」(誠)                   |      |            |
| 6.  | 「Winter JOY」                  |      |            |
| 7.  | 「Voyage」                      |      |            |
| 8.  | 「バリバリ☆ヤンキーロード」     |      |            |
| 9.  | 「チョコレートプリンス」        |      |            |
| 10. | 「夢のカタチ」(誠)              |      |            |
| 11. | 「We never give up -もう一度-」 |      |            |
| 12. | 「Chance for Change」           |      |            |

| #   | タイトル | 作詞 | 作曲・編曲 |
| --- | --- | ---- | ---------- |
| 1.  | 「男気・夢・音頭」(Music Video)                                                                                |      |            |
| 2.  | 「炎・天下奪取」(Music Video)                                                                                  |      |            |
| 3.  | 「進化理論」(Music Video)                                                                                      |      |            |
| 4.  | 「友ありて・・」(Music Video)                                                                                  |      |            |
| 5.  | 「UFO」(Music Video)                                                                                           |      |            |
| 6.  | 「帆を上げろ!」(Music Video)                                                                                   |      |            |
| 7.  | 「ヤングマン〜B.M.C.A.〜」(Music Video)                                                                        |      |            |
| 8.  | 「GO!! 世侍塾 GO!!」(Music Video)                                                                              |      |            |
| 9.  | 「YAMATO☆Dancing」(Music Video)                                                                                |      |            |
| 10. | 「『ボイメン・ザ・ベスト』 -Making of Jacket Photos-」                                                         |      |            |
| 11. | 「男気・夢・音頭 -Making of Music Video-」                                                                     |      |            |
| 12. | 「男は歌舞いて花となれ」(BOYS AND MEN LIVE 2017 in 武道館 〜One for All, All for One〜)                        |      |            |
| 13. | 「Fight & Fire」(BOYS AND MEN LIVE 2017 in 武道館 〜One for All, All for One〜)                                |      |            |
| 14. | 「チョコレートプリンス」(BOYS AND MEN LIVE 2017 in 武道館 〜One for All, All for One〜)                        |      |            |
| 15. | 「BOYMEN NINJA」(BOYS AND MEN LIVE 2017 in 武道館 〜One for All, All for One〜)                                |      |            |
| 16. | 「One For All, All For One 〜夢は叶えるもの〜」(BOYS AND MEN LIVE 2017 in 武道館 〜One for All, All for One〜) |      |            |
| 17. | 「YAMATO☆Dancing」(BOYS AND MEN LIVE 2017 in 武道館 〜One for All, All for One〜)                              |      |            |
| 18. | 「READY×READY!」(BOYS AND MEN LIVE 全国仏恥義理ツアー 誠編 @Zepp Osaka Bayside (2018.8.3))                     |      |            |
| 19. | 「DOGI MAGI」(BOYS AND MEN LIVE 全国仏恥義理ツアー 誠編 @Zepp Osaka Bayside (2018.8.3))                        |      |            |
| 20. | 「DESEO」(BOYS AND MEN LIVE 全国仏恥義理ツアー 誠編 @Zepp Osaka Bayside (2018.8.3))                            |      |            |
| 21. | 「サマータイム☆キッス」(BOYS AND MEN LIVE 全国仏恥義理ツアー 誠編 @Zepp Osaka Bayside (2018.8.3))              |      |            |
| 22. | 「なごやめしのうた」(BOYS AND MEN LIVE 全国仏恥義理ツアー 誠編 @Zepp Osaka Bayside (2018.8.3))                 |      |            |

UNIVERSAL MUSIC STORE限定盤
| #   | タイトル                                        | 作詞 | 作曲・編曲 |
| --- | ----------------------------------------------- | ---- | ---------- |
| 1.  | 「男気・夢・音頭」                              |      |            |
| 2.  | 「BOYS AND MEN 夜露四苦」                       |      |            |
| 3.  | 「進化理論」                                    |      |            |
| 4.  | 「YAMATO☆Dancing」                              |      |            |
| 5.  | 「GO!! 世侍塾 GO!!」                            |      |            |
| 6.  | 「Wanna be!」                                   |      |            |
| 7.  | 「BOYMEN NINJA」                                |      |            |
| 8.  | 「あなたに出逢えたこと」                        |      |            |
| 9.  | 「友ありて・・」                                |      |            |
| 10. | 「帆を上げろ!」                                 |      |            |
| 11. | 「まえのめりMinority」                          |      |            |
| 12. | 「花道ゴージャス」                              |      |            |
| 13. | 「DOGI MAGI」                                   |      |            |
| 14. | 「ガンバレFor My Girl」                         |      |            |
| 15. | 「One For All, All For One 〜夢は叶えるもの〜」 |      |            |
| 16. | 「炎・天下奪取」                                |      |            |